# Tetrarchia
La tetrarchia, derivato dal greco τετράρχης (tetràrches), composto da tétra, connesso con tettares (quattro) e árchein (governare), è una forma di governo risalente all'Antica Grecia che consiste nella divisione del territorio in quattro parti, ognuna retta da un amministratore distinto.

## L'antica tetrarchia

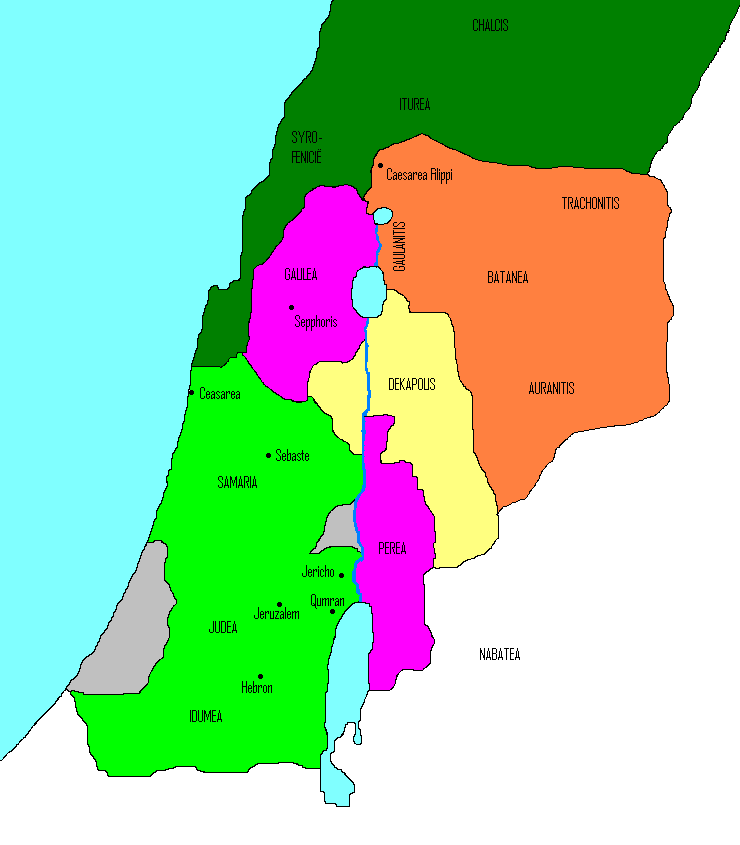
Suddivisione del regno di Erode il Grande alla sua morte: tetrarchia di Erode Antipa (viola) e tetrarchia di Erode Filippo II (arancio)

Nell'antica Grecia e nell'alto Impero romano il tetrarca era il capo della quarta parte di uno stato, cioè di una tetrade o tetrarchia. Si ebbe in Tessaglia e Galazia, dove ciascuna delle tre tribù, dei Tolistobogi, Tectosagi e Trocmi, fino circa l'85 a.C., fu suddivisa in quattro tetrarchie, ciascuna con il suo capo (dopodiché sparì definitivamente, a causa anche della riunione della Galazia). In seguito un solo tetrarca comandò l'intera tribù. Questo assetto venne poi riconosciuto da Pompeo e fece sì che il titolo di tetrarca venisse riconosciuto come sinonimo di piccolo dinasta locale inferiore al rango di re e agli etnarchi (nella Grecia tardo ellenistica, governatore di una provincia orientale con titolo inferiore a quello di re).
Il termine fu adottato anche dai romani per i piccoli stati della regione siriaca e viciniori. Nel 43 a.C. con l'assassinio di Erode Antipatro, i suoi due figli furono elevati al rango di tetrarchi da Marco Antonio (41 a.C.). Nel 20 a.C. Erode, figlio di Antipatro, divenuto re dal 40, nominò tetrarca della Perea il fratello Ferora. Dopo la morte di Erode (4 a.C.) dei tre stati costituiti con la divisione del regno, due presero il nome di tetrarchie: Galilea e Perea furono riconosciute a Erode Antipa e quello di Batanea, Auranitide, Gaulantide e Traconitide a Erode Filippo.
Altra tetrarchia fu costituita con l'aggiunta dell'Abilene, che, dopo essere stata di un Lisania nel 37 fu donata da Caligola ad Agrippa I e poi passò ad Agrippa II. Un'ennesima di Calcide fu affidata da Claudio, ma col riconoscimento del titolo di re, a Erode fratello di Agrippa I dal 41 al 48: passò poi ad Agrippa II, che la tenne fino al 53.

## La tetrarchia di Diocleziano
L'esempio storicamente più famoso fu la tetrarchia voluta da Diocleziano, imperatore romano dal 284 al 305. Ottenuto il potere, Diocleziano nominò nel novembre del 285 come suo vice in qualità di cesare, un valente ufficiale di nome Marco Aurelio Valerio Massimiano, che pochi mesi più tardi elevò al rango di augusto il 1º aprile del 286 (chiamato ora Nobilissimus et frater), formando così una diarchia in cui i due imperatori si dividevano su base geografica il governo dell'impero e la responsabilità della difesa delle frontiere e della lotta contro gli usurpatori.
Data la crescente difficoltà a contenere le numerose rivolte all'interno dell'impero, nel 293 si procedette a un'ulteriore divisione funzionale e territoriale, al fine di facilitare le operazioni militari: Massimiano nominò a Mediolanum come suo cesare per l'Occidente, Costanzo Cloro (1º marzo); mentre Diocleziano fece lo stesso con Galerio per l'Oriente, a Nicomedia (probabilmente a maggio).
Il sistema si rivelò efficace per la stabilità dell'impero e rese possibile agli augusti di celebrare i vicennalia, ossia i vent'anni di regno, come non era più successo dai tempi di Antonino Pio. Tutto il territorio venne ridisegnato dal punto di vista amministrativo, abolendo la divisione delle province in "imperiali" e "senatoriali" e suddividendo la stessa Italia in province, corrispondenti solo in parte alle regioni dell'Italia augustea. Vennero create dodici circoscrizioni amministrative (le "diocesi", tre per ognuno dei tetrarchi), rette da vicarii e a loro volta suddivise in 101 province. Restava da mettere alla prova il meccanismo della successione. Al termine di un lungo periodo di guerra civile romana, Costantino I sconfisse Licinio nel 324 e rimase unico signore di tutto l'impero romano: la tetrarchia era definitivamente finita.